# Otep
Otep – amerykański zespół heavymetalowy założony w 2000 roku w Los Angeles.
Obecnie uformowany Otep jest grupą składającą się z czterech muzyków. Z pierwszej formacji pozostała tylko wokalistka, Otep Shamaya oraz basista J. McGuire „Evil J”. Gitarzystę Roba Pettersona, który teraz koncertuje z Kornem, zastępował do października 2005 Lee Rios, w tej chwili za grę na gitarze odpowiedzialny jest Steven Barbola. Za perkusją do 2006 roku zasiadał Doug Pellerin wypełniając puste miejsce po Marku Bistany „Moke”, który po odejściu w 2003 roku wstąpił w szeregi (Hed) P.E. Obecnym perkusistą Otep jest David Gentry.
W 2010 Otep został nominowany do GLAAD Media Award („wybitny artysta muzyczny”) za album Smash the Control Machine podczas 21st GLAAD Media Awards.

## Życiorys
Otep Shamaya założyła swoją grupę pod koniec 2000, nadając jej nazwę od swego imienia. Od tego momentu minęło 8 miesięcy, gdy zafascynowana ich muzyką Sharon Osbourne nieoficjalnie zaprosiła zespół na Ozzfest 2001. Zespół wówczas nawet nie posiadał dema w swoim dorobku. Przedstawiciele Capitol byli pod wrażeniem tego, co Otep zaprezentował podczas ich występu na żywo na festiwalu. Wkrótce zajęto się nagraniem i wydaniem EP Jihad, tymczasem od zespołu odeszli pierwsi gitarzyści, Spookie i Tarver. Rezultatem udanego występu na Ozzfest było wydanie w 2002 r. ich debiutanckiego, pełnego albumu Sevas Tra. Album pokrywa się z Jihadem, dodając do niego kilka nowych kompozycji.
Przy tworzeniu House of Secrets Shamaya Otep zatrudniła Grega Wellsa, który wcześniej pracował z grupą Deftones. Przy tej płycie zespół chciał współpracować z producentem, który nie tylko potrafi pisać muzykę, ale także zna granice swojego wpływu na proces twórczy. Na Sevas Tra Otep przedstawiła całe swoje dotychczasowe życie, przeszłość, ideały i symbole, natomiast na House of Secrets postanowiła zmierzyć się z sobą, z tym, kim jest w chwili obecnej. Album jest kontynuacją swojego poprzednika, przy czym jest głośniejszy, bardziej agresywny, wypełniony złością. W 2007 roku ukazał się trzeci album Otep pt. The Ascension. 18 sierpnia 2009 roku ukazał się kolejny album formacji zatytułowany Smash the Control Machine.

## Muzycy
| Obecny skład zespołu - Otep Shamaya – śpiew (od 2000) - Ari Mihalopoulos – gitara (od 2011) - Corey Wolford – gitara basowa (od 2013) - Justin Kier – perkusja (od 2013) | Byli członkowie zespołu - Tarver Marsh – gitara (2000) - Dave „Spooky” Aguilera – gitara (2000–2001) - Mark „Moke” Bistany – perkusja (2000–2003, 2009) - Rob Patterson – gitara (2001–2004, 2009) - Jason „eViL J” McGuire – gitara basowa (2000–2010) - Karma Singh Cheema – gitara (2006–2007) - Brian „Haggis” Wolff – perkusja (2006–2008) | Muzycy koncertowi - Lane Maverick – gitara (2001) - Lee Rios – gitara (2004) - Scotty CH – gitara (2005) - Aaron Nordstrom – gitara (2007–2008) - Steven Barbola – gitara (2008–2010) - Scott Coogan – perkusja (2003) - David Lopez – perkusja (2004) - Doug Pellerin – perkusja (2004–2005) - Dave Gentry – perkusja (2008–2010) - Chasin Cox – perkusja (2010) - Joe Fox – perkusja (2011) - Chase Brickenden – perkusja (2012) - Erik Tisinger – gitara basowa (2011–2013) |

## Dyskografia
Albumy
| Sevas Tra                               | - Data: 18 czerwca 2002 - Wydawca: Capitol Records     | 145 | –   | 86 |                  |
| House of Secrets                        | - Data: 27 lipca 2004 - Wydawca: Capitol Records       | 93  | 102 | –  |                  |
| The Ascension                           | - Data: 20 marca 2007 - Wydawca: Capitol Records, Koch | 81  | –   | –  | - USA: 10 tys.+  |
| Smash the Control Machine               | - Data: 18 sierpnia 2009 - Wydawca: Victory Records    | 47  | –   | –  | - USA: 42 tys.+  |
| Atavist                                 | - Data: 26 kwietnia 2011 - Wydawca: Victory Records    | 61  | –   | –  | - USA: 7 tys.+   |
| Hydra                                   | - Data: 22 stycznia 2013 - Wydawca: Victory Records    | 133 | –   | –  | - USA: 2,9 tys.+ |
| Generation Doom                         | - Data: 15 kwietnia 2016 - Wydawca: Napalm Records     | 109 | –   | –  | - USA: 5,8 tys.+ |
| „–” oznacza, że album nie był notowany. |                                                        |     |     |    |                  |

EP
| Tytuł              | Dane dot. albumu                                   |
| ------------------ | -------------------------------------------------- |
| Jihad              | - Data: 19 czerwca 2001 - Wydawca: Capitol Records |
| Wurd Becomes Flesh | - Data: 2005 - Wydawca: wydanie własne             |

Albumy koncertowe
| Tytuł                  | Dane dot. albumu                                    |
| ---------------------- | --------------------------------------------------- |
| Sounds Like Armageddon | - Data: 6 listopada 2012 - Wydawca: Victory Records |

## Teledyski
| Tytuł                       | Rok  | Reżyseria      | Album                     | Źródło |
| --------------------------- | ---- | -------------- | ------------------------- | ------ |
| „T.R.I.C.”                  | 2001 | –              | Jihad                     | [ 23 ] |
| „Blood Pigs”                | 2002 | –              | Sevas Tra                 | [ 23 ] |
| „Warhead”                   | 2004 | –              | House Of Secrets          | [ 23 ] |
| „Buried Alive”              | 2004 | –              | House Of Secrets          | [ 23 ] |
| „Ghostflowers”              | 2007 | –              | The Ascension             | [ 23 ] |
| „Breed”                     | 2007 | PR Brown       | The Ascension             | [ 24 ] |
| „Confrontation”             | 2008 | –              | The Ascension             | [ 23 ] |
| „Crooked Spoons”            | 2008 | –              | The Ascension             | [ 23 ] |
| „Smash The Control Machine” | 2009 | PR Brown       | Smash The Control Machine | [ 25 ] |
| „Rise, Rebel, Resist”       | 2010 | Scott Hansen   | Smash The Control Machine | [ 26 ] |
| „Run For Cover”             | 2010 | Dustin Smith   | Smash The Control Machine | [ 23 ] |
| „Fists Fall”                | 2011 | Robby Starbuck | Atavist                   | [ 27 ] |
| „Apex Predator”             | 2013 | –              | Hydra                     | [ 28 ] |